# Tezoyuca kommun
Tezoyuca är en kommun i Mexiko. Den ligger i delstaten Mexiko, i den centrala delen av landet, cirka 30 kilometer nordost om huvudstaden Mexico City. Huvudorten i kommunen är Tezoyuca. Kommunen hade 35 199 invånare vid folkmätningen 2010, varav drygt 16 000 bodde i kommunhuvudorten. Tezoyuca ingår i Mexico Citys storstadsområde och kommunens area är 17,46 kvadratkilometer.